# 東北町
東北町（とうほくまち）は、青森県上北郡にある町。三沢市などとともに上北地域に属する。駅伝の町として県内では知られており、県内全市町村が参加する青森県民駅伝競走大会では町の部で13連覇を果たしている。

## 地理
上北郡の中央部に位置し、東部に小川原湖がある。

### 人口
2015年（平成27年）国勢調査より前回調査からの人口増減をみると、6.02％減の17,955人であり、増減率は県下40市町村中17位。
| |                                        |  |
| 東北町と全国の年齢別人口分布（2005年） | 東北町の年齢・男女別人口分布（2005年） |  |
| ■紫色 ― 東北町 ■緑色 ― 日本全国 | ■青色 ― 男性 ■赤色 ― 女性              |  |
| 東北町（に相当する地域）の人口の推移 \| 1970年（昭和45年） \| 23,588人 \| \| \| 1975年（昭和50年） \| 22,816人 \| \| \| 1980年（昭和55年） \| 22,587人 \| \| \| 1985年（昭和60年） \| 22,333人 \| \| \| 1990年（平成2年） \| 21,553人 \| \| \| 1995年（平成7年） \| 21,270人 \| \| \| 2000年（平成12年） \| 20,591人 \| \| \| 2005年（平成17年） \| 20,016人 \| \| \| 2010年（平成22年） \| 19,106人 \| \| \| 2015年（平成27年） \| 17,955人 \| \| \| 2020年（令和2年） \| 16,428人 \| \| |                                        |  |
| 総務省統計局 国勢調査より |                                        |  |
| 1970年（昭和45年） | 23,588人                               |  |
| 1975年（昭和50年） | 22,816人                               |  |
| 1980年（昭和55年） | 22,587人                               |  |
| 1985年（昭和60年） | 22,333人                               |  |
| 1990年（平成2年） | 21,553人                               |  |
| 1995年（平成7年） | 21,270人                               |  |
| 2000年（平成12年） | 20,591人                               |  |
| 2005年（平成17年） | 20,016人                               |  |
| 2010年（平成22年） | 19,106人                               |  |
| 2015年（平成27年） | 17,955人                               |  |
| 2020年（令和2年） | 16,428人                               |  |

### 隣接する自治体
- 十和田市、三沢市
- 上北郡：野辺地町、七戸町、六戸町、六ヶ所村
- 東津軽郡：平内町

## 名称
「東北町」は、郡名を除いた名称の中に方角が二つ含まれる全国唯一の町である。

## 歴史

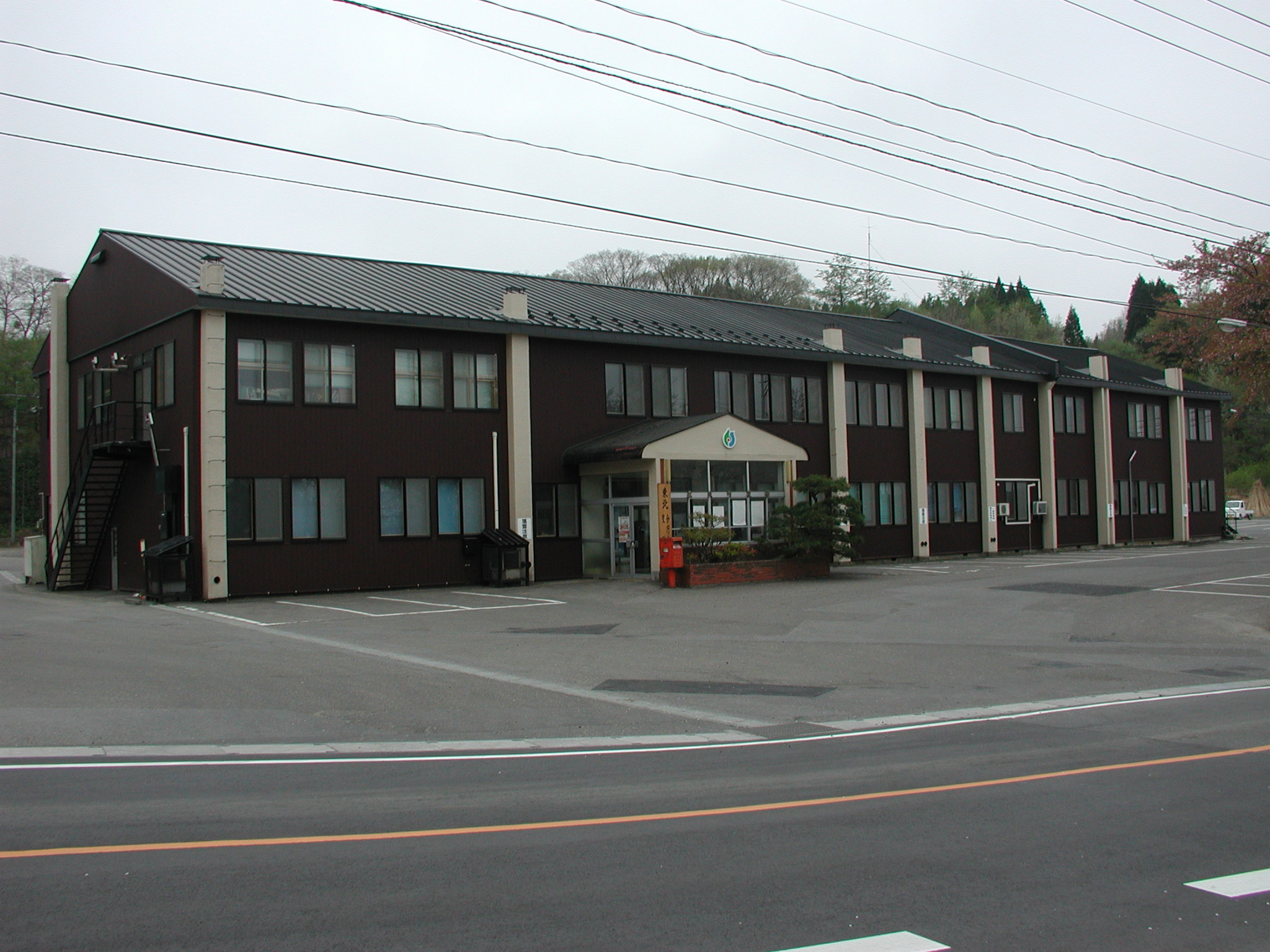
東北分庁舎

- 1889年（明治22年）4月1日 - 町村制の施行により、近世以来の甲地村（かっちむら）が単独で自治体として発足。
- 1963年（昭和38年）11月1日 - 甲地村が改称、即日町制施行して東北町となる。
- 2005年（平成17年）3月31日 - （旧）東北町と上北町が新設合併し、（新）東北町が発足。

## 行政
- 町長：長久保耕治
- 町議会：議員定数16名（共産党1名、無所属15名）

### 歴代町長
- 竹内亮一 （2005年 - 2009年） - 2001年から2005年まで上北町町長[2][3]。
- 斗賀寿一 （2009年 - 2017年）
- 蛯名鉱治 （2017年 - 2021年）

### 町役場
合併により本庁舎（旧上北町役場）と分庁舎（旧東北町役場）があった。しかし、分庁舎は耐震診断で地震による倒壊の可能性があることがわかり、2022年3月22日に役場本庁舎やコミュニティセンター未来館などに機能をすべて移転した。

## 産業
産業構成比率
- 第一次産業：27.0%
- 第二次産業：28.8%
- 第三次産業：44.1%

### 農業
- 長芋
- 大根
- 人参
- アワ - 商業ベースではないが、1993年（平成5年）と2020年（令和2年）の皇室行事の新嘗祭に使用するアワの栽培がおこなわれた[5]。
- コメ - 1970年（昭和45年）に、初めて市町村ごとに稲作（米作り）の減反目標が設定された際には、割当ての6倍もの希望者が現れた[6]。

### 漁業
- ワカサギ

てんぷら、フライにするのが一般的であるが、東北町では酢みそ和えとして生食することも好まれる。
- シラウオ

てんぷら、寿司ネタにするのが一般的であるが、東北町では生姜醤油をかけて丼サイズで生食されることも珍しくない。
- シジミ

## 施設
文化施設
- 東北町立図書館
- 東北町歴史民俗資料館
- 東北町民体育館
- 東北町民文化センター

郵便
- 上北郵便局（集配局） (84063)
- 乙供郵便局（集配局） (84119)
- 甲地郵便局 (84069)
- 徳万歳郵便局 (84162)
- 小川原郵便局 (84222)
- 千曳簡易郵便局 (84800)

警察署
- 七戸警察署管内
  - 上北駐在所
  - 乙供駐在所
  - 甲地駐在所
  - 千曳駐在所

消防署
- 中部上北広域事業組合消防本部
  - 上北消防署
  - 東北消防署

金融機関
- 青森みちのく銀行
  - 上北町支店
  - 乙供支店
- 青森県信用組合上北町支店

その他機関
- 航空自衛隊東北町分屯基地
- 北海道・本州間連系設備上北変換所

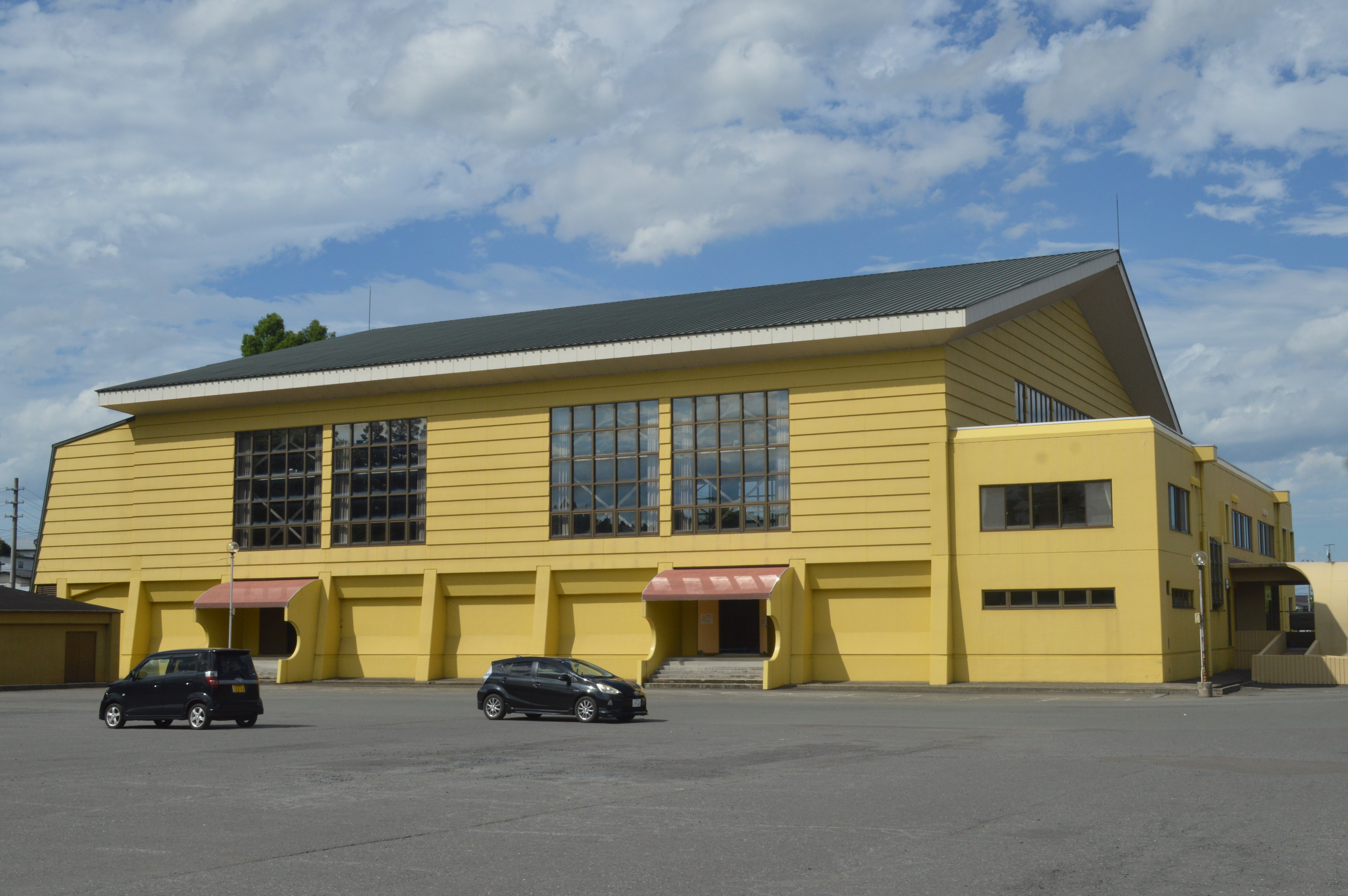
東北町民体育館

かつて放送のNTT中継回線が光ファイバーでなくマイクロウェーブだった時代、当地に甲地中継局があった。十勝沖地震 (1968年)のときはここでパラボラがずれたため回線が切れてしまい、東京や大阪から札幌の局へVTRが空輸される事態となった。

## 教育

### 中学校
- 東北町立上北中学校
- 東北町立東北中学校

### 小学校
- 東北町立上北小学校
- 東北町立東北小学校
- 東北町立甲地小学校

※以下は廃校。
- 東北町立第一小学校
- 東北町立蛯沢小学校
- 東北町立千曳小学校
- 東北町立水喰小学校
- 東北町立小川原小学校

## 交通

### 鉄道
- 青い森鉄道
  - 青い森鉄道線：小川原駅 - 上北町駅 - 乙供駅 - 千曳駅
- 南部縦貫鉄道線(廃線)：西千曳駅

### 路線バス
- 十和田観光電鉄
- 東北町民バス

### 道路

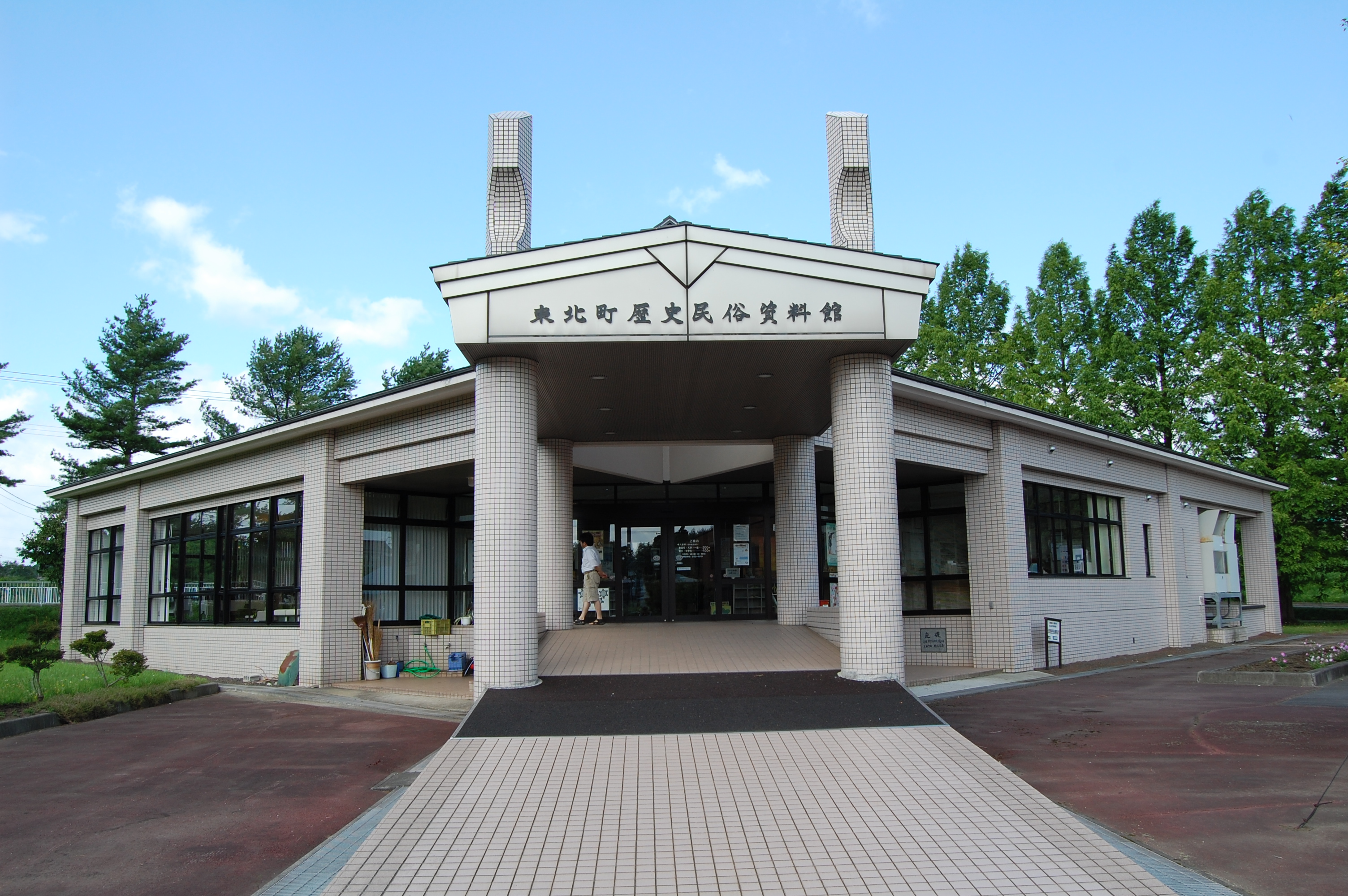
東北町歴史民俗資料館

- 自動車専用道路
  - 上北自動車道：上北IC - 東北IC
- 国道
  - 国道4号
  - 国道394号
- 県道
  - 青森県道5号野辺地六ケ所線
  - 青森県道8号八戸野辺地線
  - 青森県道22号三沢七戸線
  - 青森県道25号東北横浜線
  - 青森県道121号七戸上北町停車場線
  - 青森県道165号上野十和田線
  - 青森県道173号乙供停車場中野線
  - 青森県道180号尾駮有戸停車場線
  - 青森県道211号折茂上北町停車場線
  - 青森県道219号水喰上北町停車場線
  - 青森県道246号水喰野辺地線
- 道の駅
  - 道の駅おがわら湖

## 文化

### 特産品
- 長芋：青森県は長芋の都道府県別生産量が日本一であり、東北町は青森県において市町村別トップである[7]。
- ワカサギ
- シラウオ：全国第1位の漁獲高。
- シジミ

### 郷土料理
- 長芋料理

### スポーツ
1991年（平成3年）、町長が「駅伝の町」を宣言し、町を挙げて駅伝に取り組んでいる。青森県民駅伝では13連覇を含む20回の町の部優勝、3回の総合優勝を達成している。青森県中学校駅伝競走大会においては、東北中学校が統合前を含めて男子11回、女子3回の優勝、全国中学校駅伝競走大会への出場を果たしている。東北中学校からはエントリーを含め歴代5名の箱根駅伝出走者を輩出している。
町内の小中学校ではノルディックスキーが盛んであり、過去において、蛯沢小学校・乙供中学校出身の蛯沢大輔、蛯沢克仁の二名が冬季オリンピック日本代表に選出されている。

## 名所・旧跡・観光スポット
- 銀杏：樹齢800年のものと樹齢650年の2本が存在。ともに町文化財に指定。
- 日本中央の碑：1949年（昭和24年）に発見された、「日本中央」と刻まれた石碑。由来等については不明であるが、平安時代に征夷大将軍として蝦夷を征伐した坂上田村麻呂により作られたといわれるが定かではない。
- 古屋敷貝塚
- 小川原湖
- 東北町歴史民俗資料館[8] - ナウマンゾウ臼歯、トラ顎骨、縄文人骨などを展示。

## 祭事・催事
- 桜まつり
- 花切川へら鮒釣り全国大会（毎年5月3日に開催）
- 湖水祭り（7月下旬に開催）
  - わかさぎマラソン
  - 創作花火コンクール（花火大会）
  - 手作りいかだレース
  - 小川原湖宝探し大会
- 東北町秋まつり（上北地区秋祭り：8月中旬開催）
- 日の本中央たいまつまつり（東北地区秋祭り：9月上旬開催）
- 産業文化まつり・生き活きまつり（11月初旬開催）

## ゆかりの著名人
出身者
- 大塚甲山 - 詩人。社会主義詩人・田園詩人として高い評価を受けるが早逝。
- 米内山義一郎 - 社会運動家・衆議院議員。
- 柴田政見 - 調教師。
- 柴田政人 - 調教師。ダービー騎手。引退時点で歴代3位の1767勝をあげる。
- 柴田利秋 - 騎手。
- 柴田善臣 - 騎手。2021年（令和3年）にJRA最年長重賞勝利を達成。2022年（令和4年）に黄綬褒章を受章。
- 佐々木竹見 - 騎手。国内最多の通算7151勝（世界歴代6位）をあげる。2001年（平成13年）に引退。
- 陸奥嵐幸雄 - 大相撲力士。元関脇。1961年（昭和36年）秋場所初土俵、1967年（昭和42年）春場所に入幕し、1976年（昭和51年）春場所にて引退。1979年（昭和54年）に安治川部屋を興し、1993年（平成5年）まで部屋を運営。
- 若獅子茂憲 - 大相撲力士。二子山部屋所属の元小結。
- 吹越満 - 俳優。
- 野田頭美穂 - 陸上競技選手。
- 蛯沢康仁 - 俳優。

その他
- 横浜流星 - 俳優。父親が東北町出身。横浜町がある上北郡は「横浜」姓が多い。